# 蓮花路口駅
蓮花路口駅（れんかろこうえき、閩南語:liân-hue-lōo-kháu tsām）は、中華人民共和国福建省廈門市思明区嘉蓮街道嘉禾路と蓮花南路の交差点にある、廈門軌道交通1号線の駅である。

## 歴史
- 2017年12月31日1号線の駅として開業。

## 駅構造

### のりば
| 番線 | 路線              | 方面                                | 行先        |
| ---- | ----------------- | ----------------------------------- | ----------- |
|      | 廈門軌道交通1号線 | 烏石浦・火炬園・官任・廈門北駅 方面 | 岩内 行き   |
|      | 廈門軌道交通1号線 | 文竈・将軍祠・中山公園・鎮海路 方面 | 鎮海路 行き |

## 隣の駅
廈門軌道交通
■1号線
蓮坂駅 - 蓮花路口駅 - 呂厝駅